# Crotalaria congesta
Crotalaria congesta är en ärtväxtart som beskrevs av Roger Marcus Polhill. Crotalaria congesta ingår i släktet sunnhampor, och familjen ärtväxter. Inga underarter finns listade i Catalogue of Life.